# Lac à Jack
Pour les articles homonymes, voir Jack.
Le lac à Jack est un plan d'eau douce situé dans le territoire non organisé de Lac-Pikauba, dans la municipalité régionale de comté de Charlevoix, dans la région administrative de la Capitale-Nationale, dans la province de Québec, au Canada. Ce plan d'eau est situé dans la réserve faunique des Laurentides.
Le lac à Jack constitue l'un des plans d'eau de tête de la rivière Malbaie. Ce lac de montagne est entièrement situé en zone où la foresterie a toujours été l'activité économique prédominante. Au milieu du XIXe siècle, les activités récréotouristiques ont pris de l'essor. À cause de l'altitude, ce lac est normalement gelé de la fin octobre à fin avril; néanmoins, la période sécuritaire de circulation sur la glace est habituellement de début décembre à avril.
Des routes forestières secondaires desservent la partie sud du bassin versant du lac à Jack. La partie nord-est ne comporte pas de route carrossable.

## Géographie
Situé en zone forestière dans le territoire non organisé de Lac-Pikauba dans la réserve faunique des Laurentides, le lac à Jack (longueur: 3,3 km; altitude: 821 m) est situé sur le versant ouest de la vallée de la rivière Malbaie. Il couvre une superficie de 2,3 km2 dans une cuvette partiellement marécageuse. Le lac à Jack a été modifié par des aménagements destinés à faciliter la drave qui se pratique à chaque printemps, notamment la construction du barrage. Le lac à Jack est surtout alimenté à l'ouest par la décharge du Lac Fronsac via un détroit 0,3 km et par la décharge (venant du nord) du Petit lac à Jack via un détroit de 0,8 km. Le barrage  à l'embouchure du lac à Jack est située du côté Est du lac. Cette embouchure est située à:
- 3,1 km à l'est de l'embouchure du lac Fronsac;
- 1,1 km au nord-ouest de l'embouchure de la décharge du Lac à Jack (confluence avec la rivière Malbaie);
- 3,2 km au nord-ouest de l'embouchure du lac Malbaie;
- 40,6 km à l'ouest du centre-ville de Baie-Saint-Paul;
- 62,3 km au sud-ouest du centre-ville de La Malbaie[2].

À partir de l'embouchure du lac à Jack, le courant descend sur 2,1 km vers le sud la décharge du lac à Jack; de là, le courant suit le cours de la rivière Malbaie sur 148,9 km avec une dénivellation de 818 m laquelle se déverse à La Malbaie dans le fleuve Saint-Laurent.

## Principaux attraits
L'un des plus étendus de la réserve faunique des Laurentides, le lac à Jack s'avère populaire pour la pêche à la truite mouchetée (30 000 prises par an). En sus, un circuit de canot-camping sur la rivière Malbaie débute au pied du barrage pour traverser tout le parc; la descente permet d'admirer le paysage sauvage du parc.

## Toponymie
Cette désignation toponymique parait sur la carte régionale numéro 3, 1943.
L'appellation "Grand lac à Jack" paraissait sur les cartes au début du XXe siècle. L'origine du toponyme reste incertaine. Néanmoins, la présence d'un Amérindien nommé Jacques Bacon, qui passait l'été à camper dans ces parages avec sa famille, il y a plusieurs décennies, pourrait être liée à l'origine de ce plan d'eau. La construction du barrage du Lac-à-Jack a permis le passage d'une route qui relie le secteur du lac Jacques-Cartier au parc de conservation des Grands-Jardins. Ce nom fut approuvé le 3 avril 1959 par la Commission de géographie du Québec. Grand lac Jack et Grand lac à Jack sont des variantes du nom officiel.
Le toponyme "Lac à Jack" a été officialisé le 5 décembre 1968 à la Banque des noms de lieux de la Commission de toponymie du Québec.